# Bothroponera

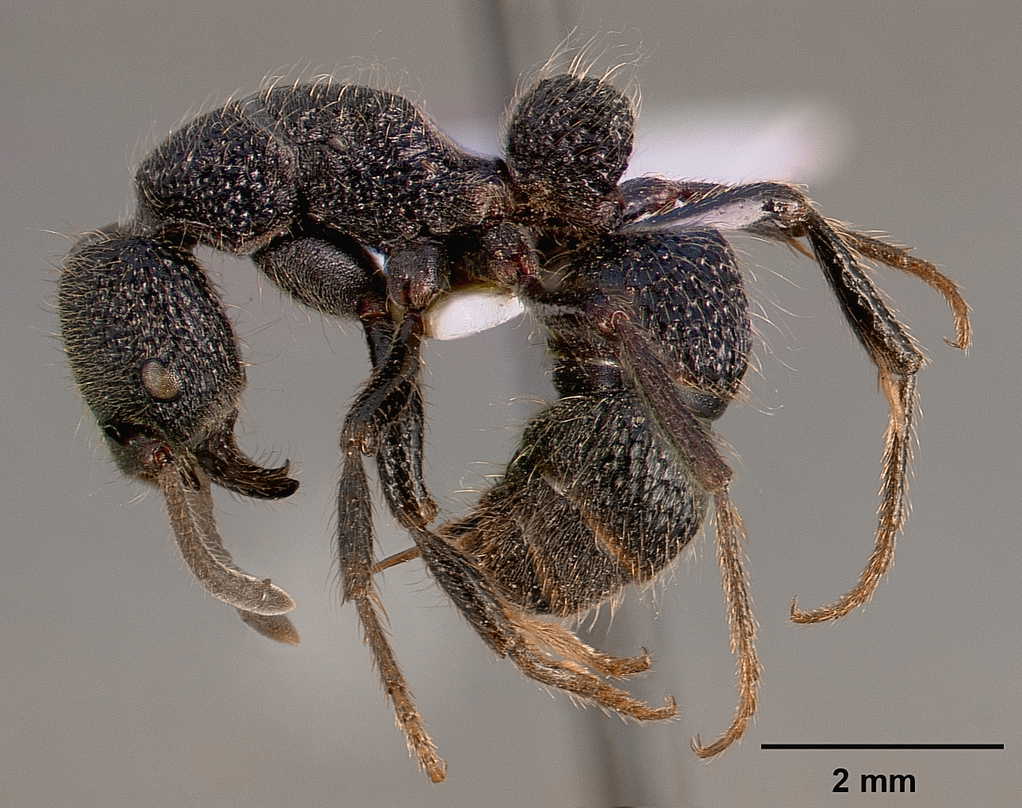
Bothroponera pumicosa

Bothroponera (лат. ) — род муравьёв (Formicidae) из подсемейства Ponerinae, который ранее включался в состав рода Pachycondyla. Около 50 видов. Африка, Мадагаскар, Южная Азия.

## Описание
Среднего размера муравьи. Длина рабочих особей от 5,5 до 16 мм, красновато-коричневого цвета. Усики 12-члениковые. Глаза средних размеров. Мезоплеврон не разделён поперечной бороздкой. Мандибулы субтреугольные, с 6-9 зубчиками на жевательном крае. Мезонотум слит с проподеумом, нотопроподеальный шов отсутствует. Проподеум без шипиков или зубцов. Стебелёк между грудкой и брюшком состоит из одного узловидного членика петиоля. Брюшко с сильной перетяжкой между 1-м (A3) и 2-м (A4) сегментами. Обнаружены в подстилочном слое тропических лесов Старого Света. Хищники, гнезда земляные, иногда в покинутых термитниках. Некоторые виды, например, Bothroponera tesseronoda, охотятся на термитов и посещают внецветковые нектарники, семьи содержат от 50 до 170 муравьёв. Виды Bothroponera crassa и Bothroponera soror используют тандемный бег при мобилизации рабочих. Bothroponera silvestrii гнездится в мёртвой древесине (Taylor, 2008). У вида Bothroponera kruegeri отсутствуют настоящие матки, их заменяют специализированные рабочие гамэргаты (Peeters & Crewe, 1986). Их семьи содержат от 8 до 100 муравьёв, охотятся на членистоногих (Wildman & Crewe, 1988) и гнездятся в почве (Villet & Wildman, 1991).

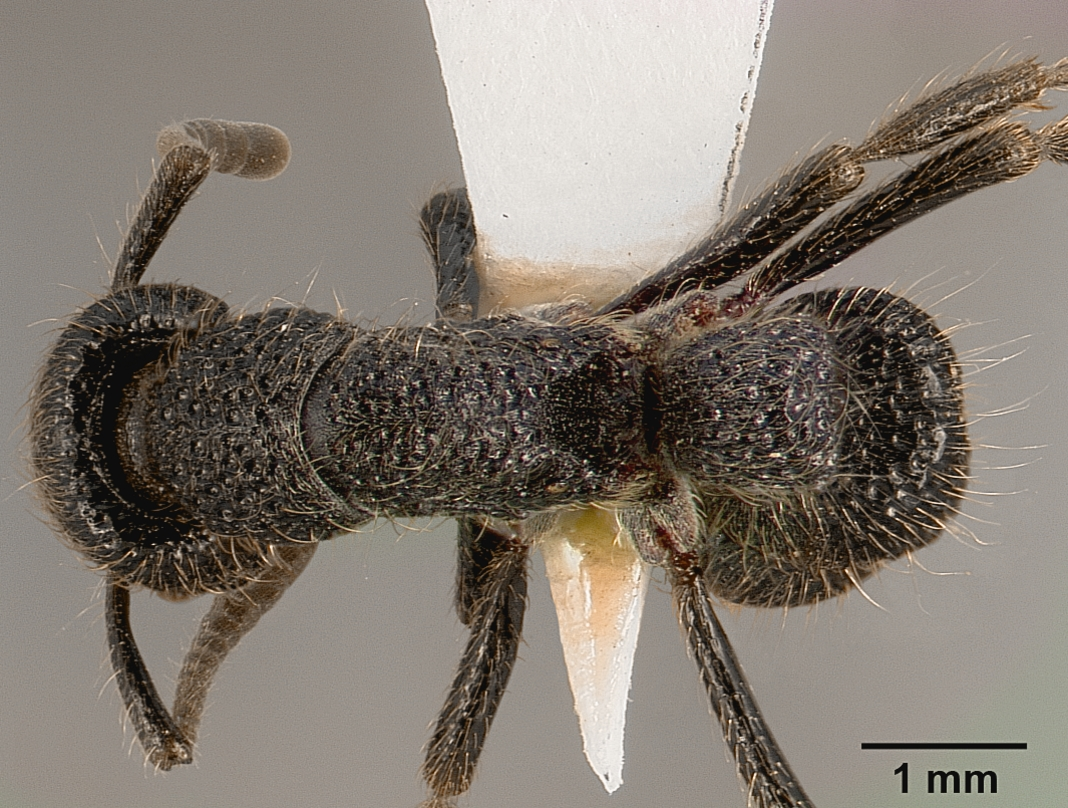
Bothroponera pumicosa

## Систематика
Около 50 видов, которые ранее включались в состав рода Pachycondyla. В 2009 году Крис Шмидт (Schmidt, 2009), проведя молекулярно-генетический филогенетический анализ подсемейства понерины включил род Bothroponera в состав родовой группы
Odontomachus genus group (Ponerini). Bothroponera сходен с родами Phrynoponera и Pseudoneoponera (отличаясь округлым без зубцов проподеумом), с родом Ectomomyrmex (отличаясь более крупными глазами и округлыми углами головы), с родами Loboponera и Boloponera (отличаясь не столь крупными лобными лопастями, формой заднегрудки и более грубой скульптурой тела).
- Bothroponera cambouei Forel, 1891
- Bothroponera cariosa Emery, 1895
- Bothroponera cavernosa (Roger, 1860)
- Bothroponera comorensis (André, 1887)
- Bothroponera crassa (Emery, 1877)
- Bothroponera cribrata (Santschi, 1910)
- Bothroponera fugax (Forel, 1907)
- Bothroponera glabripes Emery, 1893
- Bothroponera granosa (Roger, 1860)
- Bothroponera henryi (Donisthorpe, 1942)
- Bothroponera kenyensis Santschi, 1937
- Bothroponera kruegeri (Forel, 1910)
- Bothroponera laevissima (Arnold, 1915)
- Bothroponera lamottei Bernard, 1953
- Bothroponera masoala (Rakotonirina & Fisher, 2013)
- Bothroponera mlanjiensis Arnold, 1946
- Bothroponera pachyderma (Emery, 1901)
- Bothroponera perroti Forel, 1891
- Bothroponera picardi (Forel, 1901)
- Bothroponera planicornis (Rakotonirina & Fisher, 2013)
- Bothroponera pumicosa (Roger, 1860)
- Bothroponera rubescens Santschi, 1937
- Bothroponera rubiginosa (Emery, 1889)
- Bothroponera sanguinea (Santschi, 1920)
- Bothroponera silvestrii (Santschi, 1914)
- Bothroponera soror (Emery, 1899)
- Bothroponera strigulosa Emery, 1895
- Bothroponera sulcata (Mayr, 1867)
- Bothroponera talpa André, 1890
- Bothroponera tavaratra (Rakotonirina & Fisher, 2013)
- Bothroponera tesseronoda (Emery, 1877)
- Bothroponera umgodikulula Joma and Mackay, 2013
- Bothroponera variolosa Arnold, 1947
- Bothroponera vazimba (Rakotonirina & Fisher, 2013)
- Bothroponera wasmannii Forel, 1887
- Bothroponera williamsi Wheeler, W.M. & Chapman, 1925
- Bothroponera zumpti Santschi, 1937